# 1987年美國
|        | 美國歷史 \| 美國歷史年表                                                                                                   |
| 世紀： | 19世紀美國 \| 20世紀美國 \| 21世紀美國                                                                                     |
| 年代： | 1950年代美國 \| 1960年代美國 \| 1970年代美國 \| 1980年代美國 \| 1990年代美國 \| 2000年代美國 \| 2010年代美國               |
| 年份： | 1983年美國 \| 1984年美國 \| 1985年美國 \| 1986年美國 \| 1987年美國 \| 1988年美國 \| 1989年美國 \| 1990年美國 \| 1991年美國 |
| 紀年： | 美国独立211周年 |

## 聯邦政府

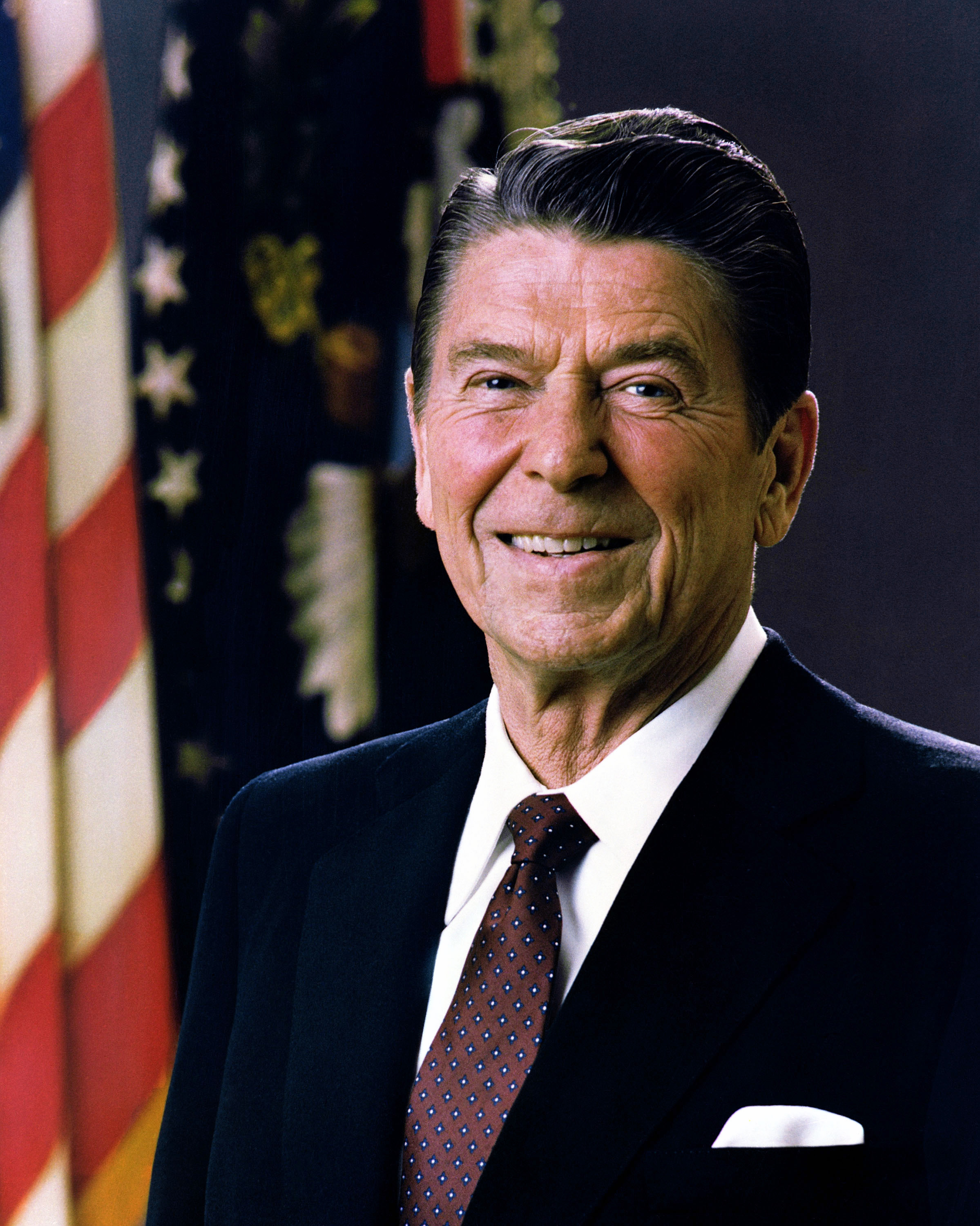
總統：罗纳德·里根
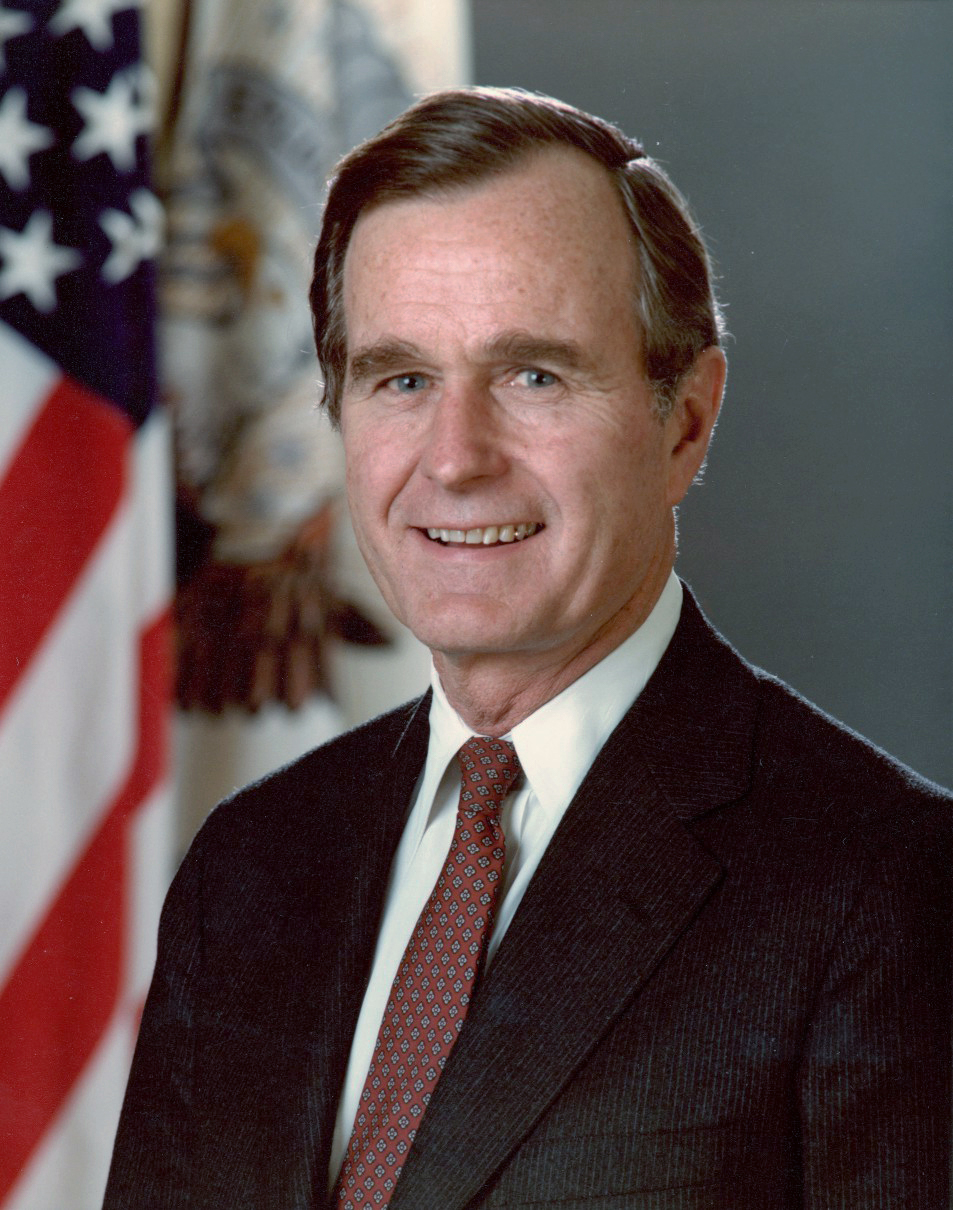
副總統：乔治·赫伯特·沃克·布什
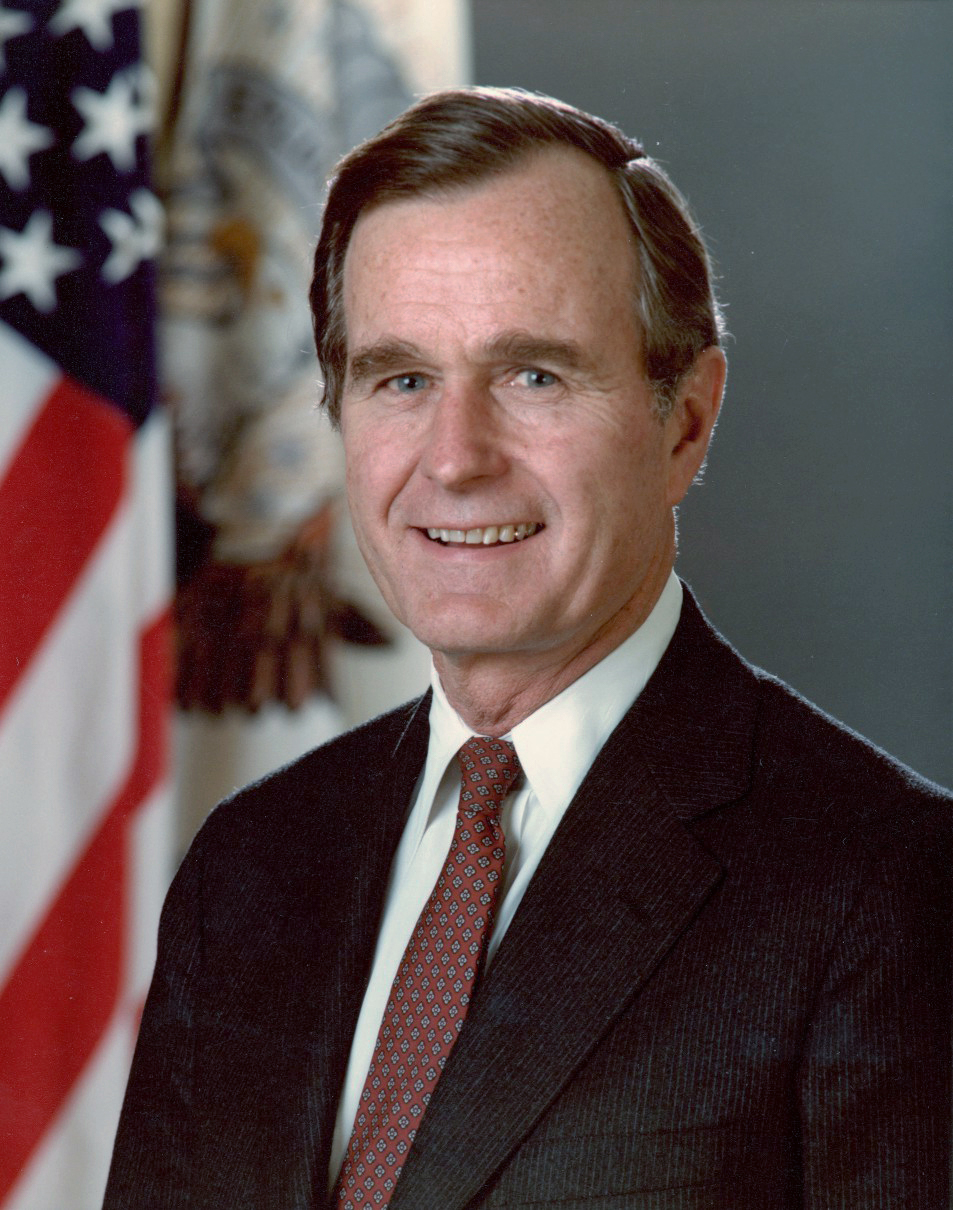
參議院議長：喬治·赫伯特·華克·布希（副總統兼任）
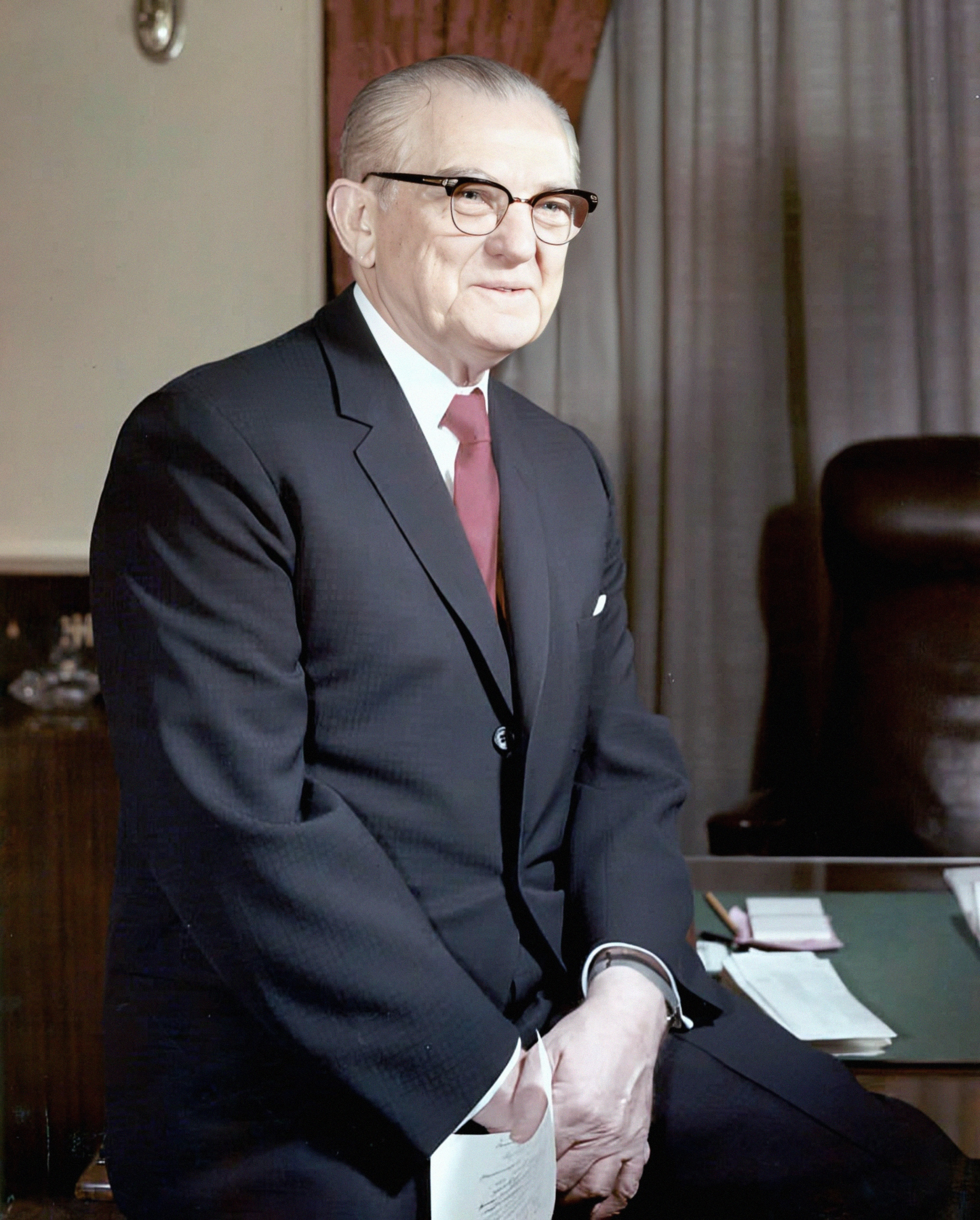
參議院臨時議長：約翰·C·史坦尼斯
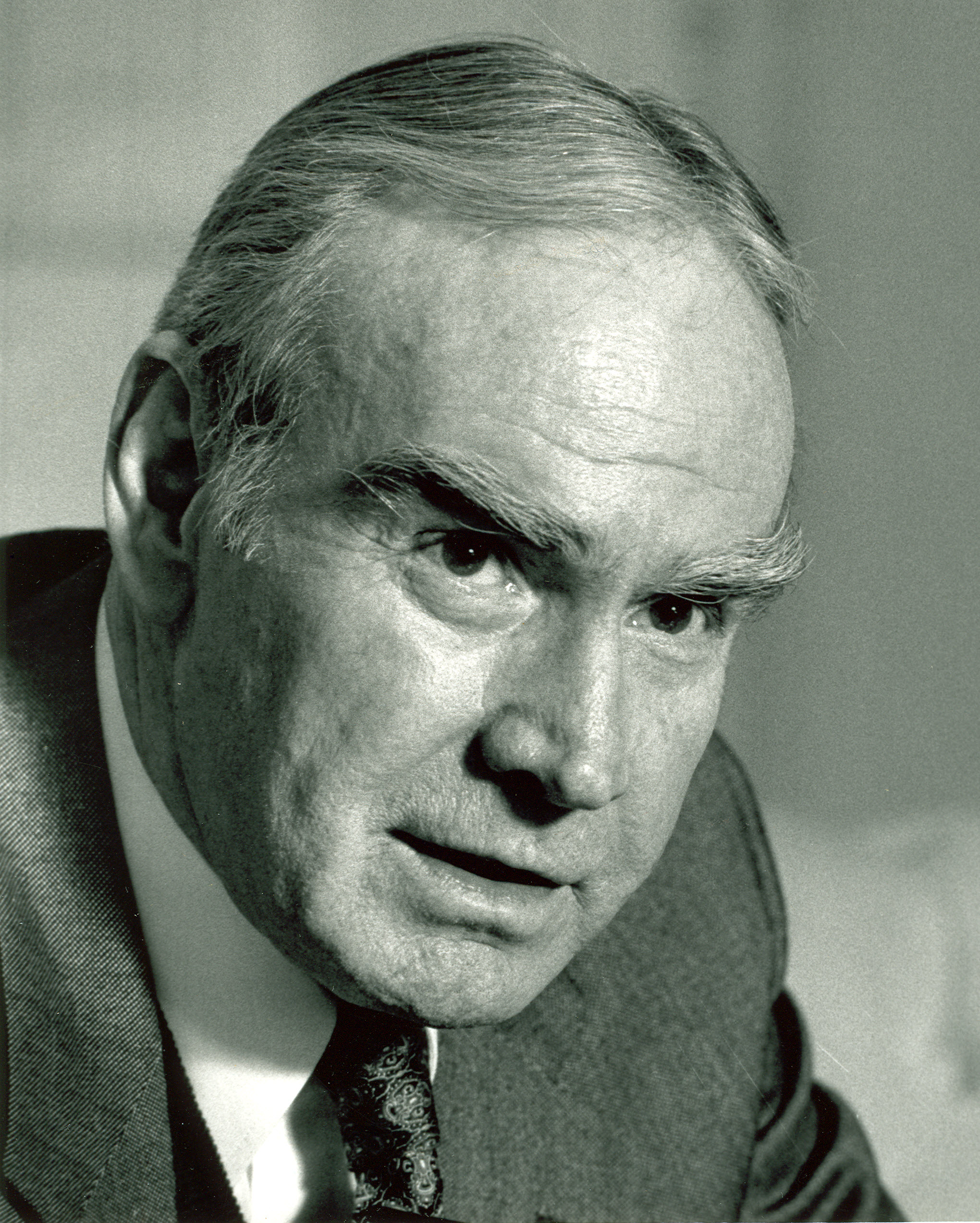
眾議院議長：吉姆·賴特
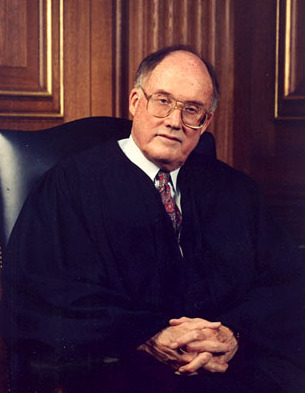
首席大法官：威廉·伦奎斯特

### 成員變動

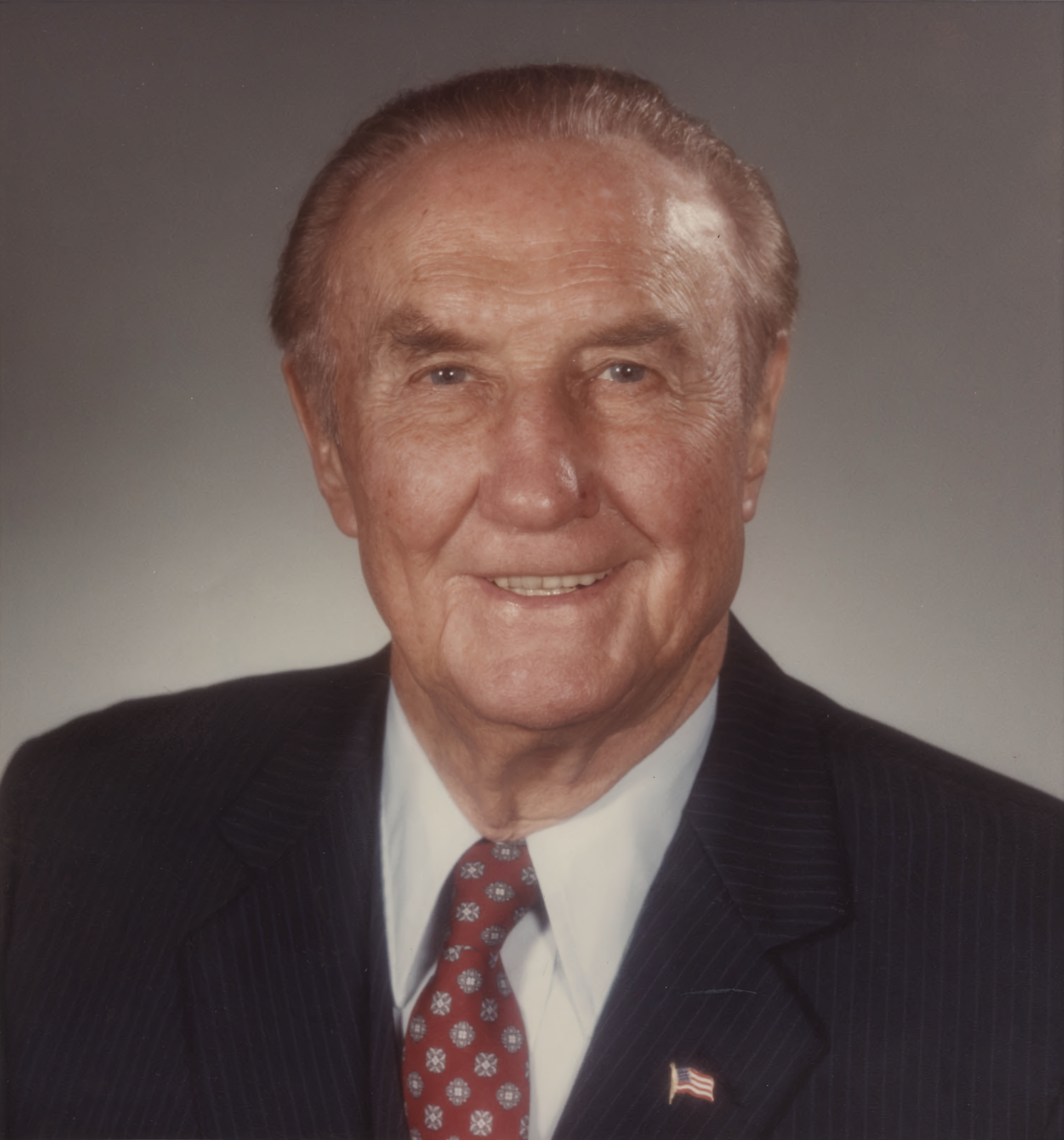
參議院臨時議長：斯特罗姆·瑟蒙德（任期屆滿）
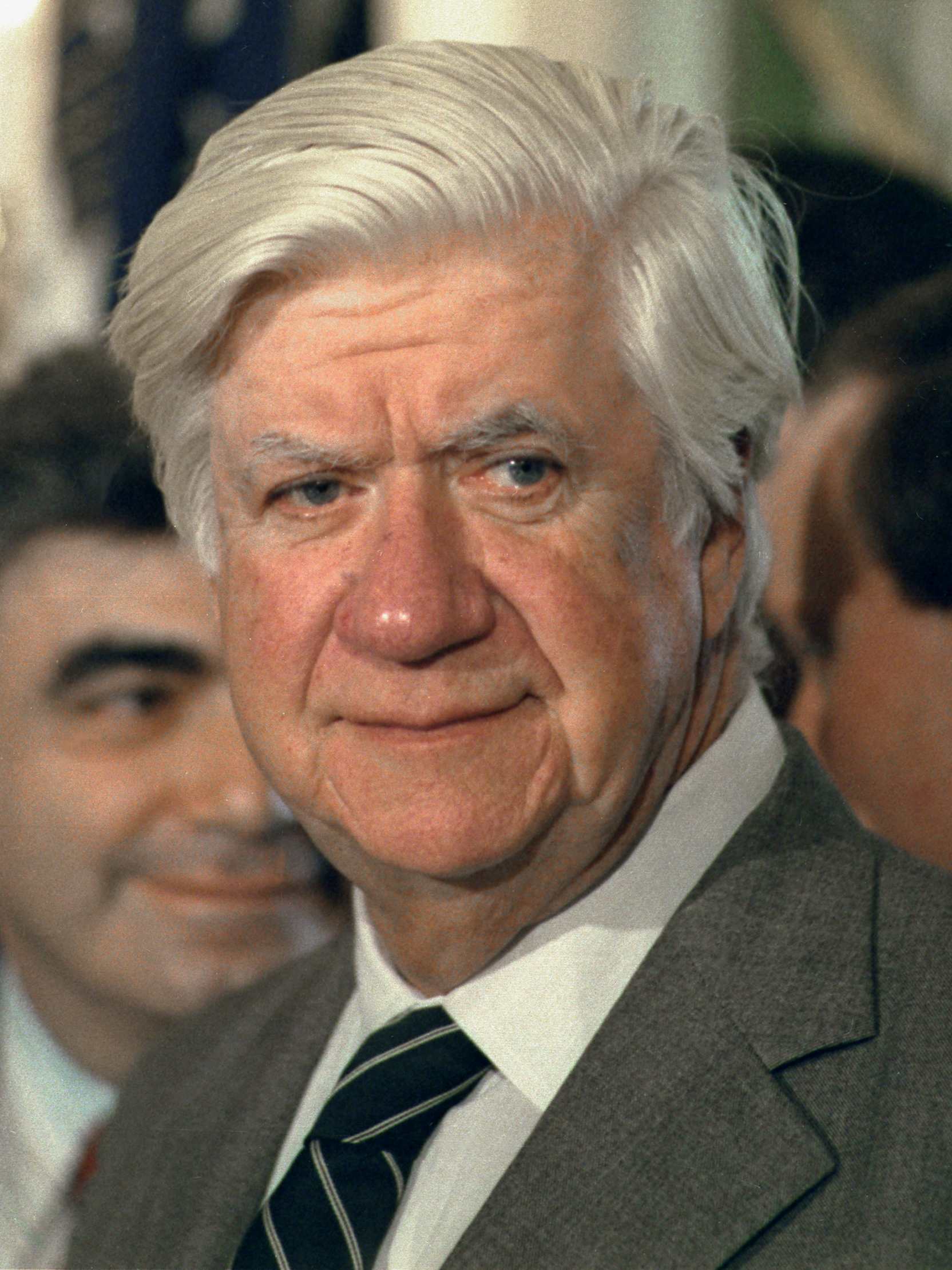
眾議院議長：提普·奥尼尔（任期屆滿）

## 大事記

### 1月
- 1月29日——美国华裔科学家朱经武等人宣布首次得到了90K以上的超导体，这是人类首次发现突破液氮温区（77K）的超导体，是超导物理史上的又一个里程碑。

### 6月
- 6月12日——罗纳德·里根在柏林墙前发表演说：“戈巴契夫先生，请推倒这堵墙！”

### 9月
- 9月15日——美国与其他25个国家签订《蒙特利尔破坏臭氧层物质管制议定书》，限制了臭氧消耗物質的排放。

### 10月
- 10月19日——黑色星期一，道琼斯工业平均指数暴跌22％。香港股市及恒生指數期貨亦受到影響而急挫，恒生指數下跌420點。翌日香港聯合交易所宣佈停市四天。復市後恒生指數大跌1,100點。